# Luciano Rivera Garrido
Luciano Rivera Garrido (1846-1899) fue un escritor colombiano.

## Biografía
Natural de Buga, en el valle colombiano de Cauca, nació en 1846. Este escritor, que en ocasiones firmó con el seudónimo de «Rivas Gallarde», publicó artículos en periódicos, novelas y relaciones de viaje. Para Cejador y Frauca, era escritor «galano y risueño». Entre sus obras, se cuentan Ensayos literarios (1871), De América á Europa, recuerdos de viaje (1875), Algo sobre el Valle del Cauca (1886) y Dónde empieza y cómo acaba (1888). Habría fallecido en 1899.